# 薄叶翅膜菊
薄叶翅膜菊（学名：Alfredia acantholepsis）是菊科翅膜菊属的植物。分布在俄罗斯以及中国大陆的新疆、帕米尔等地，生长于海拔1,650米至3,200米的地区，多生于草甸、疏林中、草原及阴湿处，目前尚未由人工引种栽培。

## 别名
土升麻（新疆）、亚飞廉（中国高等植物图鉴）